# Бабсьтово (станція)
Бабсьтово (рос. Бабстово) — станція у Ленінському районі Єврейської автономної області Російської Федерації.
Входить до складу муніципального утворення Бабсьтовське сільське поселення. Населення становить 8 осіб (2010).

## Історія
Згідно із законом від 26 листопада 2003 року органом місцевого самоврядування є Бабсьтовське сільське поселення.

## Населення
| 2002 | 2010 |
| ---- | ---- |
| 9    | ↘8   |